# Neil LaBute
Neil LaBute (Detroit, Michigan, 19 de març de 1963) és un director, guionista i dramaturg estatunidenc que va créixer a Spokane (Washington).

## Biografia
LaBute es va criar a Spokane (Washington). Va estudiar teatre a la Universitat Brigham Young (BYU), on es va unir a l'Església de Jesucrist dels Sants dels Últims Dies. A BYU va conèixer l'actor Aaron Eckhart, que més tard interpretaria papers principals en diversos dels seus films. LaBute va produir diverses obres que contrastaven amb l'ambient religiosament conservador de la universitat, algunes de les quals van ser cancel·lades abans de la seva estrena. També va realitzar treball de postgrau a la Universitat de Kansas, Universitat de Nova York i a la Royal Academy.
El 1993, LaBute va tornar a la Brigham Young University per estrenar la seva obra En companyia d'homes, per la qual va rebre un premi de l'Association for Mormon Letters. Va ensenyar drama i cinema en la Indiana University-Purdue University Fort Wayne, a Fort Wayne (Indiana), on va realitzar una adaptació de la seva obra al cinema. La filmació va durar dues setmanes i va costar 20.000 dòlars, amb el que va iniciar la seva carrera com a director de cinema. La pel·lícula va guanyar el Filmmakers Trophy en el Festival de Cinema de Sundance i també va obtenir premis i nominacions en el Festival de Cinema de Deauville, els Premis Independent Spirit, el Festival Internacional de Cinema de Tessalònica, els Society of Texas Film Critics Awards i els New York Film Critics Circle.
LaBute ha rebut crítiques positives per les seves afilades i inquietants representacions de les relacions humanes. En companyia d'homes mostra dos homes de negocis misògins que cruelment conspiren per enamorar i destruir emocionalment una dona sorda. El seu següent film, ''Your Friends & Neighbors'', amb un repartiment que incloïa a Aaron Eckhart i Ben Stiller, va ser un impactant i honest retrat de la vida sexual de tres parelles suburbanes. El 2002, va escriure una obra "fora de Broadway" titulada Bash: Latter-Day Plays, un conjunt de tres obres curtes (Iphigenia in orem, A gaggle of saints i Media redux), la qual mostra membres essencialment bons de l'Església de Jesucrist dels Sants dels Últims Dies actuant violentament. L'obra va provocar l'expulsió de LaBute de l'Església.
La seva obra The Mercy Seat de 2002 va ser una de les primeres respostes teatrals als atemptats de l'11 de setembre de 2001. Ambientada el 12 de setembre de 2001, explica la història d'un home que treballava en el World Trade Center però que durant l'atac es trobava lluny de l'oficina amb la seva amant. Esperant que la seva família cregui que va morir en la caiguda de les torres, ell contempla la possibilitat de fer servir la tragèdia per fugir i iniciar una nova vida amb la seva amant. Protagonitzada per Liev Schreiber i Sigourney Weaver, l'obra va ser un èxit tant comercial com de crítica, en gran part a causa de la voluntat de confrontar els mites que molts novaiorquesos havien construït per consolar-se a si mateixos després dels atacs.
El seu film The Wicker Man, és una versió nord-americana del film britànic del mateix nom. La pel·lícula, el seu primer treball de terror, va ser protagonitzada per Nicolas Cage i Ellen Burstyn i va ser llançada l'1 de setembre de 2006 per Warner Bros. El film va rebre crítiques negatives i va tenir una taquilla mediocre.
La seva pel·lícula Some Velvet Morning, estrenada al desembre de 2013, mostra una tornada de LaBute al tipus d'escriptura i estil cinematogràfic que li van donar renom. A diferència d'alguns dels seus films més coneguts, no es basa en una obra teatral prèvia però té un marcat estil teatral.
El gener de 2021, fou una de les 50 personalitats que signar el manifest «Dialogue for Catalonia», promogut per Òmnium Cultural i publicat a The Washington Post i The Guardian, a favor de l'amnistia dels presos polítics catalans i del dret d'autodeterminació en el context del procés independentista català. Els signants lamentaren la judicialització del conflicte polític català i conclogueren que aquesta via, lluny de resoldre'l, l'agreuja: «ha comportat una repressió creixent i cap solució». Alhora, feren una crida al «diàleg sense condicions» de les parts «que permeti a la ciutadania de Catalunya decidir el seu futur polític» i exigiren la fi de la repressió i l'amnistia per als represaliats.

## Filmografia
- En companyia d'homes (1997)
- Your Friends & Neighbors (1998)
- Perseguint la Betty (2000)
- Tumble (2000, curtmetratge)
- Possessió (Possession) (2002)
- The Shape of Things (2003)
- The Wicker Man (2006)
- Lakeview Terrace (2008)
- Death at a Funeral (2010)
- Stars in Shorts (2012)
- Some Velvet Morning (2013)
- Dirty Weekend (2015)

És autor de diverses obres teatrals, d'entre les quals La forma de les coses (The Shape of Things, 2001).